# Chactopsis sujirima
Espèce
Chactopsis sujirima est une espèce de scorpions de la famille des Chactidae.

## Distribution
Cette espèce se rencontre au Venezuela dans l'État d'Amazonas vers Atabapo et au Brésil dans l'État d'Amazonas vers Barcelos,.

## Étymologie
Cette espèce est nommée en référence à Sujirima.

## Publication originale
- González-Sponga, 1982 : Tres nuevas especies Venezolanas del genero Chactopsis (Scorpionida: Chactidae). Boletin de la Academia de Ciencias Fisicas Matematicas y Naturales (Caracas), vol. 42, no 129/130, p. 127-146.